# San Martín Totoltepec
San Martín Totoltepec es una localidad del estado mexicano de Puebla. Es cabecera del municipio de San Martín Totoltepec.

## Demografía
| Censo | Población |
| ----- | --------- |
| 1900  | 354       |
| 1910  | 423       |
| 1921  | 355       |
| 1930  | 351       |
| 1940  | 361       |
| 1950  | 394       |
| 1960  | 397       |
| 1970  | 494       |
| 1980  | 691       |
| 1990  | 676       |
| 1995  | 898       |
| 2000  | 941       |
| 2005  | 765       |
| 2010  | 639       |
| 2020  | 671       |